# Піщанка (тварина)
Піщанка (Meriones) — рід гризунів родини мишевих (підродина піщанкові).

## Опис тварин
Довжина голови й тулуба від 9 до 18 см, хвіст такий же або трохи більший, вага 30–200 грамів. Вони можуть мати колір від білого до сірого, від піщаного через золотий і коричневий до чорного. Хутро, як правило, дуже м'яке за винятком Meriones rex і Meriones hurrianae, в яких хутро коротке і грубе. Ноги довгі і вузькі, з пальцями нормальних пропорцій. Підошви ніг, як правило, вкриті волоссям, хоча в деяких видів — ні. Вуха великі. Хвіст змінюється по довжині, густо вкритий волосками, і зазвичай закінчується пучком.

## Проживання
Мешкає від північної Африки до Монголії, як правило, у посушливих регіонах, включаючи глинисті пустелі, піщані пустелі і степи, але також знаходяться в злегка вологих регіонах і сільськогосподарських площах.

## Поведінка
Вони конструюють нори, для зберігання продуктів харчування, регулювання температури і затримки води. Нори деяких видів досить прості, але інші можуть бути досить складними. Найбільш активні в ніч. Одні види живуть у колоніях, інші самітницькі. Їдять коріння, насіння, фрукти, комах. Їжа зберігається в камерах нір. Можуть все своє життя прожити без пиття, покладаючись натомість на воду, що утворюється під час обміну речовин.

## Відтворення
Самиця вагітна 25–29 днів, в одному приплоді (яких зазвичай 2–3 на рік), як правило, 2–8 мишенят. Дитинчата з'являються на світ голими і сліпими. У віці двох з половиною тижнів відкриваються очі. Самець допомагає самиці доглядати за потомством. Статева зрілість досягається приблизно через 9–15 тижнів. Довголіття в дикій природі, як правило, менш ніж шість місяців, але рекорд у полоні становить більше п'яти років.

## Види
- Підрід Meriones (Cheliones)
  - Meriones hurrianae
- Підрід Meriones (Meriones)
  - Meriones tamariscinus
- Підрід Meriones (Pallasiomys)
  - Meriones arimalius
  - Meriones chengi
  - Meriones crassus
  - Meriones dahli
  - Meriones grandis
  - Meriones libycus
  - Meriones meridianus
  - Meriones sacramenti
  - Meriones shawi
  - Meriones tristrami
  - Meriones unguiculatus
  - Meriones vinogradovi
  - Meriones zarudnyi
- Підрід Meriones (Parameriones)
  - Meriones persicus
  - Meriones rex